# Теория характеристик работы
Теория характеристик труда (теория основных характеристик труда; теория значимых характеристик труда; теория субъективно важных характеристик работы) — один из теоретических подходов дескриптивного типа к трудовой мотивации. Теория предложена Дж. Хакменом и Г. Р. Олдхамом в начале 1970-х годов. Учёные выделили пять основных характеристик содержания трудового процесса, который, по их мнению, отражают полное представление об особенностях репрезентации образа трудовой ситуации у сотрудника и оказывают влияние на формирование его трудовой мотивации.
По одной из наиболее распространённых классификаций теорий мотивации в психологии теория характеристик труда относится к содержательным теориям, которые выделяют потребности или факторов, которые лежат в основании мотивации. В данную группу так же входят пирамида потребностей по Маслоу, теория Макклеланда, теория потребностей К. Альдерфера, двухфакторная теория мотивации Герцберга.
Данная модель одной из тех, которые активно используются в организационной практике и является основой исследований в области трудовой мотивации.

## Исследования авторов
Модель Дж. Р. Хакмана и Г. Олдхема исследовалась на 658 работниках с 68 различным должностям, работавшие в 7 организациях (индустриальных и оказывающих услуги). Данные полученные по методике JDS затем сопоставлялись с оценками менеджеров, данными относительно каждого респонденты по параметрам количества и качества его работы, вкладываемых усилий. Было выявлено соответствии оценок руководителей модели (р=0,65 в среднем для шкал)

## Выделяемые характеристики труда
Г. Р. Олдхем и Дж. Хакман выделяют следующие главные компоненты:
- содержание решаемых задач, которое включает в себя:
  - разнообразие;
  - сложность;
  - значимость.
- особенности процесса выполнения:
  - автономия способов исполнения;
- знания о достигнутых результатах:
  - наличие обратной связи внутренней или внешней.

Под разнообразием задач понимается количество разнообразных заданий, решаемых работником, а так же разнообразие приемов и навыков, которыми он пользуется при выполнении. Если сотрудник постоянно выполняет однотипные, рутинные действия, у него развивается столь же однотипный навык. Если же сотрудник постоянно сменяет виды деятельности и осуществляет переходы между поручениями, это требует от него более широкого использования собственных знаний, умений. В итоге навыки развиваются всесторонне, что ведет к более высокому уровню актуализации его компетенций. В последнем случае сотрудник ощущает прилив творческих сил, поскольку считает, что у него интересная работа. В первом же случае сотрудник может ощущать чувство невостребованности и, как следствие, демотивируется.
Сложность (целостность) задач характеризует емкость и содержательность выполняемых задач, которые могут выступать как завершенные отрезки работы. Особенная важность данной характеристики в ситуации, когда работник выполняет фиксированный отрезок в целостном технологическом процессе. Сложность задачи требует более широкий спектр профессиональных компетенций, позволяет легче осознать и оценить свой личный вклад в общее дело.
Значимость отражает степень важности заданий для самого работника, его коллег и организации в целом, полезность труда для профессиональных сообществ, удовлетворение общественных потребностей.
Разнообразие, сложность и значимость в совокупности дают осознанное переживание важности своей работы .
Автономия подразумевает степень, в которой сотрудник может быть независимо в выборе средств и способов, которыми будут выполняться задания, распоряжения временем, определения последовательности выполнения задач. Предполагается, что свобода в выборе подразумевает несение сотрудником ответственности за качество выполняемой им работы, что приводит к повышению его эффективности. В случае, если автономия слишком велика это может вызвать ощущение отсутствия поддержки, контроля, изолированность, потерянность.
Обратная связь — информация, предоставляемая сотруднику о выполненной им работе, оценка её качества, эффективности. Выделяется внутренняя обратная связь и внешняя. Внешняя обратная связь исходит от третьих лиц, независимых источников, как, например, начальства, коллег, клиентов, чаще всего она отсрочена во времени. Эффективность внешней обратной связи может меняться в зависимости от правильности её предоставления. Внутренняя обратная связь — оценка качества своей работы самим сотрудником, формирующаяся, чаще всего в процессе выполнения работы. Качество внутренней обратной связи зависит от квалификации сотрудника.

## Взаимосвязь характеристик работы с эмоционально-мотивационным состояниями
В теории предполагается, что каждая характеристика поддается контролю и может быть оценена независимым наблюдателем. Существует влияние этих характеристик на появление позитивных или негативных состояний (ощущение своей востребованности, значимости собственной работы), которые в свою очередь влияют на общий уровень трудовой мотивации и удовлетворенность трудом. А именно:

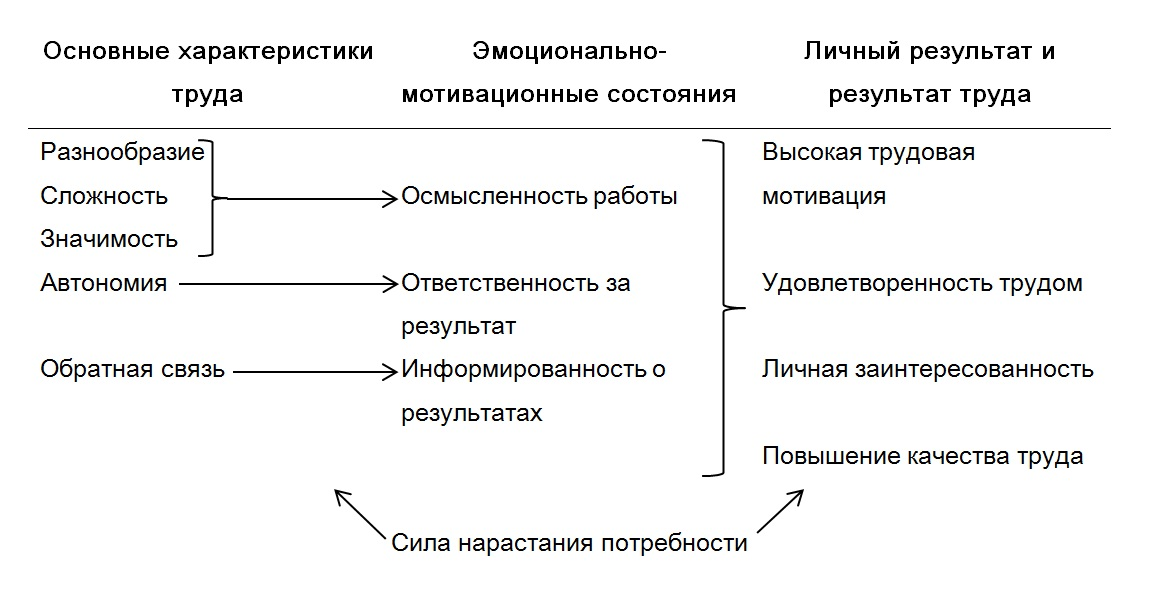
Основные идеи теории характеристик труда.

Разнообразие, сложность и значимость влияют на осмысленность работы, если они умеренно высоки работа будет восприниматься как осмысленная. Автономия поддерживает развитие ответственности за выполняемую работу у сотрудника, а качественная обратная связь создает информированность о результатах собственной деятельности. Осмысленность, ответственность и информированность являются эмоционально-мотивационными состояниями, и приводят к следующим результатам: повышение трудовой мотивации, удовлетворенность трудом, личностная удовлетворенность и заинтересованность, снижение пропусков на роботе, повышение результативности труда.
Для расчета мотивации сотрудника предлагается следующая формула:
{\displaystyle {\text{Индекс потенциальной мотивации (motivating potential score)}}=\left({\frac {\text{Разнообразие + Сложность + Значимость}}{3}}\right){\text{x Автономия}}{\text{ x Обратная связь}}}
Получаемое значение называется «Степень потенциальной мотивации сотрудника».

## Применение теории в практике организационной психологии
На основании данной теории в прикладных целях происходит разработка рекомендаций для модернизации и проектирования деятельности. К подобным целям могут относиться:
- повышение мотивации персонала;
- борьба с текучестью кадров;
- оптимизация использования рабочего времени;
- снижение допускаемых ошибок;
- повышение соблюдения трудовой дисциплины;
- увеличение производительности и качества работы.

Для оценки значимых характеристик труда применяется методика JDS — Job Diagnostic Survey, который был создан самими авторами и первоначально состоял из более 80 пунктов и 5 факторов, соответствующих модели. Существуют более короткие варианты методики JDS, например разработанный К. Х. Шмидтом и Б. Дуаме. На данный момент данная методика адаптирована на русский язык.